# Здание администрации Подгорицы
Здание администрации Подгорицы (серб. Zgrada Opštine Podgorica) — историческое здание в Подгорице, Черногория, в котором размещена администрация города.

## Местоположение
Здание расположено в историческом центре города в районе Миркова (Нова) Варош.

## История
Здание городской управы в Подгорице было спроектировано ещё до Первой мировой войны, но из-за оккупации Черногории Австро-Венгрией строительство не было начато. После войны к этому решению вернулись, работы по возведению здания начались в 1929 году и были завершены к лету 1930 года. Сооружение в виде трёхэтажного здания со скатной крышей было построено по проекту инженера Велиши Поповича.
Фасад имел рациональные и гармоничные пропорции, где слегка выделялся центральный ризалит с балконами. В качестве декоративного элемента здание завершал фронтон с часами.
Здание городской администрации является одним из немногих зданий, переживших бомбардировку Подгорицы в 1944 году. В 1946 году в нём произошёл пожар, уничтоживший оригинальную крышу здания и часы, после чего был достроен ещё один этаж и установлена плоская крыша.
Хотя объект претерпел некоторые изменения, он сохранил свою первоначальную форму и внешний вид до наших дней. Рядом со зданием администрации в 2001 году был установлен памятник воеводе Марко Милянову.